# 鹽屋站 (兵庫縣)
鹽屋站（日语：／ Shioya eki */?）是位於兵庫縣神戶市垂水區鹽屋町，屬於西日本旅客鐵道（JR西日本）山陽本線（JR神戶線）的車站。車站編號為JR-A69。

## 歷史
- 1896年（明治29年）7月1日 - 山陽鐵道須磨站至垂水站之間開設鹽屋臨時停車場。為旅客、貨運車站。
- 1906年（明治39年）12月1日 - 山陽鐵道國有化（日语：鉄道国有法），成為官設鐵道車站。同時車站升級為鹽屋站。
- 1909年（明治42年）10月12日 - 制定路線名稱。成為山陽本線車站。
- 1934年（昭和9年）9月20日 - 須磨站至明石站之間開始電氣化運輸。
- 1943年（昭和18年）10月1日 - 終止貨物起卸服務。
- 1987年（昭和62年）4月1日 - 伴隨國鐵分割民營化，車站由西日本旅客鐵道（JR西日本）營運。
- 1988年（昭和63年）3月13日 - 制定路線別名「JR神戶線」。
- 1995年（平成7年）
  - 1月17日 - 發生阪神大地震，此站暫停營業。
  - 1月23日 - 須磨站至西明石站之間重開。
- 1997年（平成9年）2月16日 - 引入JR神戶線標準進站音樂「細波」。
- 2002年（平成14年）7月29日 - 引入JR京都・神戶線運行管理系統（日语：アーバンネットワーク運行管理システム#JR京都・神戸線システム）。
- 2003年（平成15年）11月1日 - 此站可以使用IC卡ICOCA[1]。
- 2007年（平成19年）3月18日 - 更新車站自動廣播（日语：駅自動放送）。
- 2008年（平成20年）3月15日 - 此站為神戶市內首個轉為業務委託車站，由JR西日本交通服務負責車站業務。
- 2012年（平成24年）8月6日 - 閘內設置升降機並開始使用。
- 2015年（平成27年）3月12日 - 進站警告聲停止使用，進站音樂改為JR神戶線標準「細波」音質變更版[2]。
- 2018年（平成30年）3月17日 - 引入車站編號並開始使用[3]。

## 車站構造

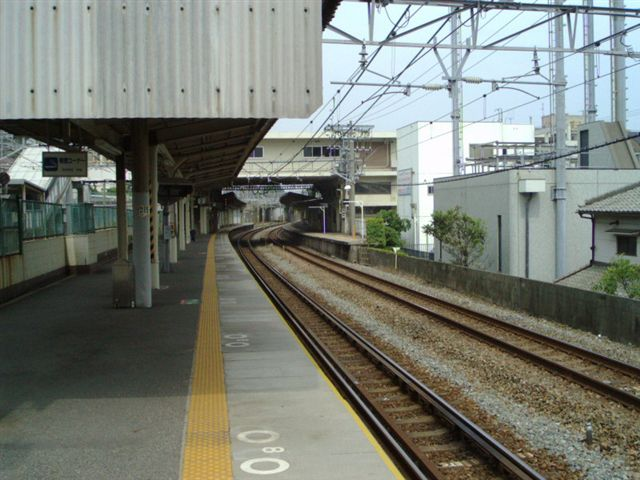
月台（2006年6月）
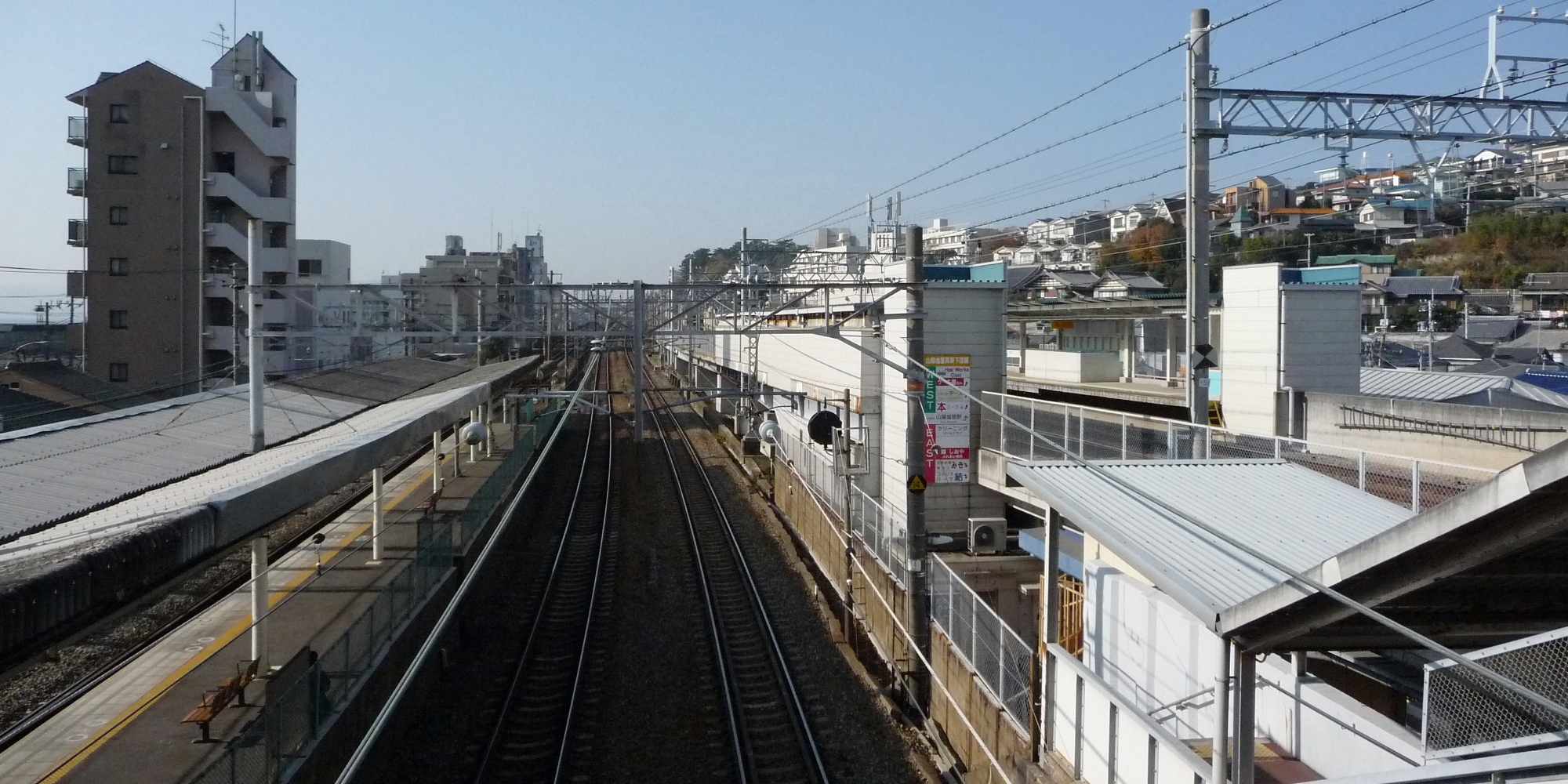
鹽屋站（左邊）與旁邊的 山陽鹽屋站（右邊）
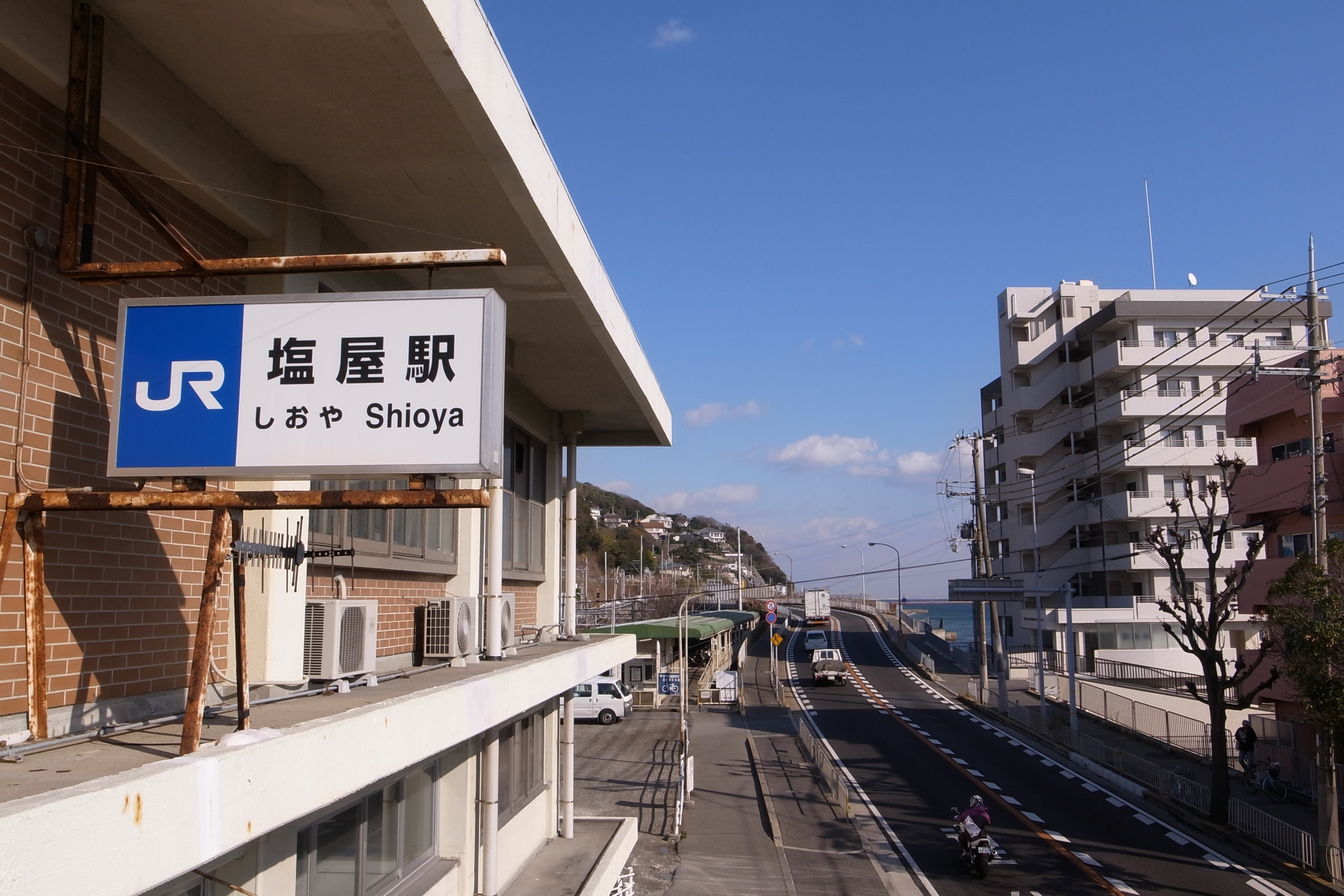
在鹽屋站南邊的行人天橋。國道2號與海邊並行。

本站是地面車站，設有2面2線的相對式月台（只設於電車線）、轉轍器和絶對信號機，因此被定義為停留所。2號月台（上行線）設有2條，1號月台（下行線）設有1條樓梯。另外設有3台自動閘機。2012年8月6日起，站內加設升降機。
此站在JR特定都區市內的制度中屬於「神戶市內」的車站，位於都市網絡的範圍內。站內設有綠色窗口，並且可使用ICOCA與互相使用的IC卡。此站為業務委託車站（部分時段為無人車站），由JR西日本交通服務負責車站業務，並由神戶站負責管理。

### 月台
| 月台 | 路線     | 方向 | 目的地                 |
| ---- | -------- | ---- | ---------------------- |
| 1    | JR神戶線 | 下行 | 西明石、姬路方向       |
| 2    | JR神戶線 | 上行 | 三之宮、尼崎・大阪方向 |

- 以上的路線名是使用旅客資訊上的名稱（別名、愛稱）。

## 時間表
在日間時段中，每小時設有4班列車。在早上和黃昏繁忙時段會較多班次。

## 使用情況
根據《兵庫縣統計書》，在2018年（平成30年）度1日平均上車人次為6,685人。
以下為車站近年1日平均上車人次：
| 年度   | 1日平均 上車人次 |
| ------ | ---------------- |
| 1999年 | 6,868            |
| 2000年 | 6,932            |
| 2001年 | 6,725            |
| 2002年 | 6,671            |
| 2003年 | 6,658            |
| 2004年 | 6,655            |
| 2005年 | 6,682            |
| 2006年 | 6,773            |
| 2007年 | 6,884            |
| 2008年 | 6,996            |
| 2009年 | 7,063            |
| 2010年 | 7,047            |
| 2011年 | 6,991            |
| 2012年 | 6,998            |
| 2013年 | 7,136            |
| 2014年 | 6,853            |
| 2015年 | 6,834            |
| 2016年 | 6,877            |
| 2017年 | 6,794            |
| 2018年 | 6,685            |

## 車站周邊
在鹽屋站南邊設有行人天橋跨越國道2號。另一方北邊為幽靜的大型住宅區。在第二次世界大戰中，垂水區（特別是鹽屋站周邊）受到大規模空襲，但是現時車站周邊仍然有戰前古老的住宅。在鹽屋町6丁目周邊，是在神戶港開放港口時，有許多西歐人在該處享受山與海的地區。由於該處為外國人居住地區，所以也稱為「第2之北野町」。
- 山陽鹽屋站（山陽電氣鐵道本線）
- 詹姆士山（日语：ジェームス山）
- 鉢伏山（日语：鉢伏山 (兵庫県神戸市)）
- 鹽屋若宮神社
- 安養寺
- 鹽屋站前商店街
- 神戶市立鹽屋小學
- 關西聖書神學校（日语：関西聖書神学校）
- 播州信用金庫（日语：播州信用金庫）垂水分店
- 神戶信用金庫（日语：神戸信用金庫）鹽屋分店
- Coop神戶（日语：コープこうべ） Coop Mini 鹽屋
- ECC綜合教育機關（日语：ECC総合教育機関）Best One鹽屋站前校
- Fishing Max 垂水店
- 神戶歐屋郵局
- 鹽屋幼兒園
- 鹽屋兒童館

## 相鄰車站
西日本旅客鐵道
 JR神戶線（山陽本線）
■新快速、■快速
通過
■普通（包括直通至JR東西線、學研都市線內的區間快速列車）
須磨（JR-A68）－鹽屋（JR-A69）－垂水（JR-A70）

## 外部連結
- 鹽屋｜車站資訊：JR出門網 - 西日本旅客鐵道